# Roestkeeltangare
De roestkeeltangare (Ixothraupis rufigula synoniem: Tangara rufigula) is een zangvogel uit de familie Thraupidae (tangaren). 

## Verspreiding en leefgebied
Deze soort komt voor in de Andes van westelijk Colombia en westelijk Ecuador.